# Verbandsgemeinde Arzfeld
La comunità amministrativa di Arzfeld (Verbandsgemeinde Arzfeld) si trova nel circondario Eifel-Bitburg-Prüm in Renania-Palatinato, in Germania. Essa comprende 43 comuni ed il Capoluogo e centro maggiore è Arzfeld.

## Comuni
Fanno parte della comunità amministrativa i seguenti comuni:
| Comune, città            | Sup. (km²) | Abitanti |
| ------------------------ | ---------- | -------- |
| Arzfeld                  | 19,38      | 1 420    |
| Dackscheid               | 5,09       | 107      |
| Dahnen                   | 17,21      | 332      |
| Daleiden                 | 15,59      | 886      |
| Dasburg                  | 4,82       | 222      |
| Eilscheid                | 2,38       | 43       |
| Eschfeld                 | 4,78       | 192      |
| Euscheid                 | 3,69       | 139      |
| Großkampenberg           | 6,31       | 134      |
| Hargarten                | 2,00       | 99       |
| Harspelt                 | 4,82       | 72       |
| Herzfeld                 | 2,67       | 36       |
| Irrhausen                | 7,19       | 223      |
| Jucken                   | 6,18       | 181      |
| Kesfeld                  | 4,48       | 75       |
| Kickeshausen             | 1,53       | 45       |
| Kinzenburg               | 1,21       | 50       |
| Krautscheid              | 8,59       | 213      |
| Lambertsberg             | 3,66       | 387      |
| Lascheid                 | 3,47       | 80       |
| Lauperath                | 5,77       | 106      |
| Leidenborn               | 5,58       | 192      |
| Lichtenborn              | 11,44      | 321      |
| Lierfeld                 | 1,71       | 87       |
| Lünebach                 | 10,27      | 610      |
| Lützkampen               | 10,98      | 359      |
| Manderscheid             | 4,25       | 53       |
| Mauel                    | 5,33       | 57       |
| Merlscheid               | 3,52       | 37       |
| Niederpierscheid         | 1,64       | 36       |
| Oberpierscheid           | 10,53      | 348      |
| Olmscheid                | 4,87       | 192      |
| Pintesfeld               | 1,90       | 42       |
| Plütscheid               | 12,68      | 306      |
| Preischeid               | 6,20       | 175      |
| Reiff                    | 5,80       | 46       |
| Reipeldingen             | 4,76       | 78       |
| Roscheid                 | 5,13       | 52       |
| Sengerich                | 1,10       | 28       |
| Sevenig (Our)            | 4,82       | 74       |
| Strickscheid             | 1,41       | 26       |
| Üttfeld                  | 14,94      | 386      |
| Waxweiler                | 5,96       | 1 117    |
| Verbandsgemeinde Arzfeld | 265,64     | 9 664    |

(Abitanti al 31 dicembre 2021)